# Epsilon Pyxidis
Désignations
Epsilon Pyxidis ou ε Pyxidis est une étoile quadruple de la constellation de la Boussole. Elle est faiblement visible à l'œil nu, avec une magnitude apparente visuelle combinée de +5,60. Sur la base d'un décalage annuel de parallaxe de 15,39 mas, elle est située à environ 212 années-lumière de la Terre. Le système est considéré comme un membre du superamas d'étoiles de Sirius (qui partagent un mouvement commun).
L'étoile primaire (le composant A), est une étoile sous-géante de type A de couleur blanche avec un type spectral A4 IV. C'est une étoile microvariable, montrant une variation de magnitude de 0,0056 avec une fréquence de 0,16245 fois par jour. Epsilon Pyxidis a été cataloguée comme une étoile Am, bien que cela reste incertain. Elle a le double de la masse du Soleil et rayonne 19 fois la luminosité du Soleil à partir de sa photosphère à une température effective de 6 368 K.
En plus d'un compagnon proche de type inconnu à une distance angulaire de 0,17 seconde d'arc, le composant primaire partage une orbite avec un système d'étoiles binaires (les composants B et C), qui se trouvent à une distance angulaire de 17,8 secondes d'arc. À la distance estimée de ce système, cela correspond à une séparation projetée d'environ 1 150 UA. La paire B/C est composée d'étoiles de magnitude apparente visuelle 10,5 et 10,8 avec une séparation moyenne de 0,3 seconde d'arc. Leur masse estimée est respectivement de 90 % et 95 % de celle du Soleil.